# Deelemania malawiensis
Espèce
Deelemania malawiensis est une espèce d'araignées aranéomorphes de la famille des Linyphiidae.

## Distribution
Cette espèce est endémique du Malawi.

## Étymologie
Son nom d'espèce, composé de malawi et du suffixe latin -ensis, « qui vit dans, qui habite », lui a été donné en référence au lieu de sa découverte, le Malawi.

## Publication originale
- Jocqué & Russell-Smith, 1984 : A few Linyphiidae from Malawi (Araneae, Linyphiidae). Revue de Zoologie africaine, vol. 98, p. 639-643.